# 1956
| 1956                                                                     |
| ------------------------------------------------------------------------ |
| Dødsfald - Fødsler                                                       |
| • Begivenheder • Film • Litteratur • Musik • Politik • Sport • Videnskab |

| Gregoriansk kalender | 1956 MCMLVI             |
| Ab urbe condita      | 2709                    |
| Armensk kalender     | 1405 ԹՎ ՌՆԵ             |
| Kinesiske kalender   | 4652 – 4653 乙未 – 丙申 |
| Etiopisk kalender    | 1948 – 1949             |
| Jødisk kalender      | 5716 – 5717             |
| Hindukalendere       |                         |
| - Vikram Samvat      | 2011 – 2012             |
| - Shaka Samvat       | 1878 – 1879             |
| - Kali Yuga          | 5057 – 5058             |
| Iransk kalender      | 1334 – 1335             |
| Islamisk kalender    | 1376 – 1377             |

Konge i Danmark: Frederik 9. 1947-1972
Se også 1956 (tal)

## Begivenheder

### Udateret
- Foråret 1956 opstår der en omfattende arbejdskamp. Arbejderne kræver arbejdstiden nedsat fra 48 til 44 timer

### Januar
- 1. januar – Som det første afrikanske land opnår Sudan selvstændighed.
- 3. januar – Anlæggelsen af den 6.500 km lange jernbanelinje mellem Beijing i Kina og Moskva i Sovjetunionen (den transsibiriske jernbane) afsluttes.
- 23. januar – Danmarks første motorvej, Hørsholmvejen, åbner. Det sker dog ikke uden problemer. De 13 rutebiler med 300 indbudte gæster kører fast i sneen, der var faldet under en kraftig snestorm to dage før.

### Februar
- 25. februar - Nikita Khrusjtjov holder på Sovjetunionens kommunistpartis 20. kongres sin tale, Om personkulten og dens konsekvenser, hvor han fordømmer Stalins gerninger

### Marts
- 2. marts - Marokko erklærer sig uafhængig af Frankrig
- 20. marts - ved en erklæring fra den franske regering opnår Tunesien selvstændighed efter at have haft status af fransk protektorat siden 1883

### April
- 13. april - i København demonstrerer næsten 200.000 arbejdere foran Christiansborg mod regeringens og folketingets ophævelse af mæglingsforslaget til lov
- 26. april - det første moderne containerskib, Ideal X, forlader havnen i Port Newark

### Maj
- 20. maj - første brintbombe testes på Bikini i Stillehavet
- 24. maj - den første årlige udgave af Eurovision Song Contest afholdes i Lugano, Schweiz. Musikkonkurrencens første vinder fra Lys Assia med sangen "Refrain"
- 24. maj - Buddhas 2500. fødselsdag fejres i Indien

### Juni
- 13. juni - de sidste britiske tropper forlader Suez-kanalzonen
- 21. juni - Østtyskland bebuder løsladelse af 19.000 politiske fanger
- 23. juni - Oberst Gamal Abdel Nasser vælges til ægyptisk præsident

### Juli
- 26. juli - skibet SS Andrea Doria synker i Atlanterhavet efter en kollision med MS Stockholm. 46 personer omkommer.

### September
- 9. september - der fremsættes lovforslag om folkepension til alle
- 16. september - Sverige afholder Riksdagsvalg til Rigsdagen
- 26. september - Folketinget vedtager folkepension til afløsning af aldersrente
- 28. september – Limfjordsbroen (jernbanebroen) påsejles. To brofag styrtede i Limfjorden

### Oktober
- 11. oktober – Festforeningen TÅGEKAMMERET stiftes
- 23. oktober – Opstanden i Ungarn indledes
- 26. oktober – Anna Lund Lorentzen og Grethe Bartram, de to eneste kvinder, der blev dødsdømt ved retsopgøret efter besættelsen, men senere benådet til livsvarigt fængsel, løslades
- 29. oktober - Suez-krisen starter, da Israel invaderer Sinai-halvøen og presser egyptiske styrker tilbage mod Suezkanalen
- 30. oktober - Imre Nagy danner ny regering i Ungarn med deltagelse af Janos Kadar
- 31. oktober - Storbritannien og Frankrig begynder at bombe Egypten for at få landet til at genåbne Suezkanalen

### November
- 1. november - Ungarns præsident Imre Nagy meddeler, at Ungarn havde opsagt sit medlemskab af Warszawapagten.
- 4. november - Under Opstanden i Ungarn tager sovjetiske tropper kontrol med landet
- 4. november - FN's generalforsamling beslutter at sende en international styrke til Mellemøsten for at bringe ro efter Suez-krigen. Storbritannien og Frankrig undlader at stemme
- 5. november - Den britisk-franske ekspeditionsstyrke i Egypten sender faldskærmstropper ned over Port Said
- 6. november - Opførelsen af den 122 m høje Kariba-dæmning over Zambezi-floden påbegyndes

### December
- 6. december - Island indgår aftale med USA om stationering af amerikanske tropper på øen
- 17. december - aftale mellem Rusland og Tyskland om udstationering af tropper fra Den røde Hær i Polen
- 18. december – Japan optages i FN
- 22. december - de sidste engelsk-franske tropper fra Suez-aktionen i oktober forlader Egypten

## Født

### Januar
- 2. januar – Peter Larsen, dansk skuespiller.
- 3. januar – Mel Gibson, amerikansk-australsk skuespiller.
- 13. januar – Betty Glosted, dansk skuespillerinde.
- 17. januar – Paul Young, engelsk sanger.
- 20. januar – Bill Maher, amerikansk stand-up komiker, TV-vært mm.
- 21. januar – Geena Davis, amerikansk skuespiller.
- 24. januar – Hanne Krogh, norsk sangerinde.
- 26. januar – Anders Bech-Jessen, Dansk TV-vært.
- 30. januar – Mathilde, dansk musiker.
- 31. januar – Johnny Rotten, engelsk sanger.

### Februar
- 1. februar – Linda Holmer, dansk skuespillerinde (død 2006).
- 2. februar - Adnan Oktar, tyrkisk forfatter.
- 4. februar - Josefine Ottesen, dansk forfatter.
- 7. februar - Hans Erik Saks, dansk forfatter, instruktør og filmproducent.
- 7. februar - John Nielsen, dansk racerkører.
- 14. februar - Tom Burlinson, australsk skuespiller.
- 19. februar – Roderick MacKinnon, amerikansk biofysiker.
- 20. februar – Dan Schlosser, dansk skuespiller, studievært, speaker og forfatter.
- 29. februar – Anders Dam dansk ordførende direktør i Jyske Bank

### Marts
- 7. marts – Bryan Cranston, amerikansk skuespiller
- 12. marts – Jost Gippert, tysk sprogforsker.
- 15. marts – Gert Frank, dansk cykelrytter
- 18. marts – Deborah Jeane Palfrey, amerikansk bordelmutter (død 2008). – selvmord.
- 18. marts – Allan Olsen, dansk musiker og komponist.
- 18. marts – Ingemar Stenmark, svensk alpin skiløber.
- 24. marts – Steve Ballmer, amerikansk direktør Microsoft.

### April
- 1. april – Regner Grasten, dansk filmproducent.
- 8. april – Peter Aalbæk Jensen, dansk filmproducer.
- 16. april – Hans Henrik Bærentsen, dansk skuespiller.
- 18. april – Eric Roberts, amerikansk skuespiller.
- 30. april – Lars von Trier, dansk filminstruktør.

### Maj
- 8. maj – Søren Ulrik Thomsen, dansk digter
- 9. maj – Patricia Cornwell, amerikansk forfatter.
- 9. maj – Wendy Crewson, canadisk skuespillerinde.
- 17. maj – Bob Saget, amerikansk stand-up komiker, skuespiller, og tv-vært
- 28. maj – Gerz Feigenberg, dansk skuespiller og sceneinstruktør.
- 28. maj – Poul Krebs, dansk sanger.
- 29. maj – La Toya Jackson, amerikansk sangerinde.

### Juni
- 6. juni – Björn Borg, svensk tennisspiller.
- 14. juni – Kurt Møller Christensen, forstander.
- 16. juni – Niels Anders Thorn, dansk skuespiller og instruktør.
- 25. juni - Anthony Bourdain, amerikansk kok (død 2018).
- 26. juni – Ulver Skuli Abildgaard, dansk skuespiller.

### Juli
- 2. juli – Jerry Hall, amerikansk fotomodel.
- 3. juli – Pia Ranslet, dansk billedhugger
- 9. juli – Tom Hanks, amerikansk skuespiller.
- 9. juli – Michel Castenholt, dansk skuespiller.
- 19. juli – Hans Henrik Palm, dansk professionel bokser.
- 20. juli – John Engelhardt, borgmester i Glostrup Kommune
- 21. juli – Michael Connelly, amerikansk forfatter.

### August
- 21. august – Kim Cattrall, engelskfødt skuespiller
- 27. august – Arne Siemsen, dansk skuespiller.
- 28. august – Luis Guzmán, amerikansk skuespiller

### September
- 12. september – Dag Otto Lauritzen, norsk cykelrytter.
- 12. september – Leslie Cheung, kinesisk musiker og skuespiller (død 2003). – selvmord
- 16. september – David Copperfield, amerikansk illusionist.
- 19. september – Camilla Plum, dansk kok og forfatter.
- 26. september – Linda Hamilton, amerikansk skuespillerinde.
- 29. september – Sebastian Coe, engelsk mellemdistanceløber
- 30. september – Donald Andersen, dansk skuespiller.

### Oktober
- 10. oktober – Mark Gordon, amerikansk producer.
- 18. oktober – Martina Navratilova, tjekkisk-amerikansk tennisspiller.
- 21. oktober – Carrie Fisher, amerikansk skuespiller (død 2016).
- 21. oktober – Pia Christa Kjær Jensen, dansk gymnast, bordtennisspiller, tennisspiller, golfspiller m.m.
- 25. oktober – Lars Nørgård, dansk maler.
- 26. oktober – Rita Wilson, amerikansk skuespiller

### November
- 10. november – Sinbad, amerikansk stand-up komiker
- 17. november – Jørgen Møller Larsen, dansk bokser (død 2009).
- 20. november – Bo Derek, amerikansk skuespiller.
- 22. november – Richard Kind, amerikansk skuespiller.

### December
- 3. december – Ewa Kopacz, polsk læge og politiker.
- 9. december - Jean-Pierre Thiollet, fransk forfatter
- 19. december – Jens Fink-Jensen, dansk forfatter, fotograf og komponist.
- 23. december – Dave Murray, engelsk guitarist og sangskriver.
- 30. december – Jes Holtsø, dansk skuespiller.

## Dødsfald

### Januar
- 23. januar - Alexander Korda, ungarsk-britisk filminstruktør (født 1893).
- 31. januar – A.A. Milne, engelsk forfatter (født 1882).

### Februar
- 2. februar – Axel Frische, dansk skuespiller, manuskriptforfatter og instruktør (født 1877).
- 4. februar – Peder Gram, dansk komponist og musikteoretiker (født 1881).
- 9. februar – Bent Helweg-Møller, dansk arkitekt (født 1883).
- 26. februar – Charles Wilken, dansk skuespiller (født 1866).
- 29. februar – Elpidio Quirino, filippinsk præsident (født 1890).

### Marts
- 17. marts – Irène Joliot-Curie, fransk kemiker (født 1897).
- 17. marts – Fred Allen, amerikansk komiker (født 1894).
- 20. marts – Wilhelm Miklas, østrigsk politiker og præsident (født 1872).
- 22. marts - Frederik Børgesen, dansk botaniker (født 1866).
- 25. marts - Ludvig Christensen, dansk politiker og minister (født 1878).
- 30. marts – Angelo Bruun, dansk skuespiller (født 1898).

### April
- 15. april – Emil Nolde, tysk kunstner (født 1867).
- 30. april – Alben W. Barkley, amerikansk politiker og vicepræsident (født 1877).

### Maj
- 7. maj – Josef Hoffmann, østrigsk arkitekt og designer (født 1870).
- 29. maj – Johannes Jørgensen, dansk digter og professor (født 1866).

### Juni
- 2. juni – Jean Hersholt, dansk/amerikansk skuespiller (født 1886).
- 17. juni – Leck Fischer, dansk forfatter (født 1904).

### Juli
- 21. juli – Ejnar Nielsen, dansk maler (født 1872).
- 25. juli - Jens Villemoes, dansk politiker og minister (født 1880).

### August
- 2. august – Hother A. Paludan, dansk arkitekt (født 1871).
- 13. august – Zeth Höglund, svensk politiker, journalist, chefredaktør og partistifter (født 1884).
- 14. august – Bertolt Brecht, tysk forfatter (født 1898).
- 16. august – Bela Lugosi, ungarsk skuespiller (født 1882).

### September
- 3. september – Mogens Davidsen, dansk skuespiller (født 1915).
- 3. september – Edith Rode, dansk forfatter (født 1879).
- 6. september – Alex Raymond, amerikansk tegneserieskaber (født 1909). – trafikuheld.
- 20. september – Paul la Cour, dansk forfatter, oversætter og kritiker (født 1902).

### Oktober
- 4. oktober – Johannes Stensballe, dansk politiker og minister (født 1874).
- 25. oktober – Risto Ryti, finsk præsident (født 1889).

### November
- 5. november – Art Tatum, amerikansk jazzpianist (født 1909).
- 14. november – Elisabeth af Rumænien, (født 1894).

### December
- 8. december – Gudrun Trier, dansk maler og kunsthåndværker (født 1877).
- 14. december – Juho Kusti Paasikivi, finsk præsident (født 1870).
- 29. december – Betty Helsengreen, dansk skuespiller (født 1914).

## Nobelprisen
- Fysik – William Shockley
- Kemi – Sir Cyril Norman Hinshelwood, Nikolaj Semjonov
- Medicin – André Frédéric Cournand, Werner Forssmann, Dickinson W. Richards
- Litteratur – Juan Ramón Jiménez
- Fred – Ingen uddeling

## Sport
- AGF dansk mester i fodbold for andet år i træk
- 13. juni - Real Madrid vinder den første europæiske mesterholdsturnering med 4-3 over Stade de Reims
- 30. november - den 21-årige Floyd Patterson fra USA besejrer landsmanden Archie Moore og bliver den hidtil yngste verdensmester i sværvægtsboksning

## Musik
- 1. januar - Elvis Presley indspiller Heartbreak Hotel for RCA i Nashville
- 22. februar - Elvis Presley kommer for første gang på hitlisten med nummeret Heartbreak Hotel
- 9. september - Elvis Presley optræder på The Ed Sullivan Show for første gang
- 4. oktober - første danske rock-koncert i K.B. Hallen
- 10. oktober - Preben Uglebjerg og Peter Plejls Rockorkester indspiller en af de første danske rock-indspilninger: Rock'n'roll
- 7. november - Elvis Presley entrer hitlisterne med ”Love Me” denne dag. Det er første gang, en sang bliver en millionsælger uden at være udgivet på en single. Den kommer i stedet på en EP. De andre sange herpå er ”Rip it Up”, ”Paralyzed” og ”When My Blue Moon Turns to Gold Again”
- 15. november - Love Me Tender - den første Elvis Presley film - har premiere denne dag. Den bliver kaldt for en ”rock and roll western”

## Film
- 27. juni – Moby Dick (instruktion: John Huston), premiere i USA. Efter Herman Melvilles bog Moby Dick
- 29. juni - Marilyn Monroe gifter sig med forfatteren Arthur Miller (En sælgers død)